# Mirłan Murzajew
Mirłan Abdraimowicz Murzajew (ur. 29 marca 1990 w Koczokoracie) – kirgiski piłkarz występujący na pozycji napastnika. 

## Kariera klubowa
Murzajew karierę rozpoczynał w 2006 roku w zespole Muras-Sport Biszkek. W 2007 roku odszedł do Dordoj-Dinamo Naryn. Zdobył z nim trzy mistrzostwa Kirgistanu (2007, 2008, 2009) oraz Puchar Kirgistanu (2008). W 2010 roku przebywał na wypożyczeniu w rosyjskim Lokomotiw-2 Moskwa. W 2011 roku został graczem izraelskiego Hapoelu Petach Tikwa. Po zakończeniu sezonu 2010/2011, odszedł do Dordoju, noszącego teraz nazwę Dordoj Biszkek. W 2012 roku zdobył z mistrzostwo Kirgistanu, Puchar Kirgistanu oraz Superpuchar Kirgistanu.
Na początku 2014 roku Murzajew przeszedł do tureckiego drugoligowca, Denizlisporu. Po sezonie 2013/2014 wrócił jednak do Dordoju. W 2014 roku ponownie wygrał z nim mistrzostwo Kirgistanu, Puchar Kirgistanu oraz Superpuchar Kirgistanu. W 2015 roku przeniósł się do tureckiego Afyonkarahisarsporu.

## Kariera reprezentacyjna
W reprezentacji Kirgistanu Murzajew zadebiutował 28 marca 2009 roku w zremisowanym 1:1 meczu eliminacji Pucharu Azji 2011 z Nepalem. 30 marca 2009 roku w spotkaniu tego samego turnieju, z Palestyną, strzelił pierwszego gola w drużynie narodowej.